# Kantate
Die Kantate (lat. cantare „singen“) bezeichnet in der Musik eine Formenfamilie von mehrsätzigen Werken für eine oder mehrere Gesangsstimmen und Instrumentalbegleitung. Rezitative, Arien, Ariosi, Chorsätze, Choräle und instrumentale Vor- und Zwischenspiele können sich in beliebiger Anzahl abwechseln.

„Cantata, pl. Cantate, [ital.] Cantate pl. cantates [gall.] ist eigentlich ein langes Musik-Stück, dessen Text Italiänisch, und aus Arien mit untermischten Rezitativ; die Composition aber aus verschiedenen Tact-Arten, und gemeiniglich à Voce sola nebst einem Continuo bestehet öffters aber auch mit zwey und mehrern Instrumenten versehen ist. Vor weniger Zeit haben die Franzosen in ihrer Sprache Cantates zu setzen angefangen, und die Teutschen thun dergleichen.“

Es gibt sowohl geistliche (Johann Gottfried Walther: Cantata spirituali) als auch weltliche Kantaten. Als Kammerkantate wird eine Kantate ab dem 17. Jahrhundert bezeichnet, wenn sie nur für eine Vokalstimme, Generalbass und gelegentlich auch wenige Melodieinstrumente bestimmt ist. Die Choralkantate folgt im Duktus und Inhalt einem geistlichen Choral. Die Kinderkantate ist ein Werk für Kinderchor, die auch szenische und pädagogische Elemente enthalten kann. Für das Weihnachtsfest werden bis heute Weihnachtskantaten geschrieben.
Als Teil der Verkündigung im Gottesdienst erlangte die Kantate ihre größte Bedeutung in der ersten Hälfte des 18. Jahrhunderts.

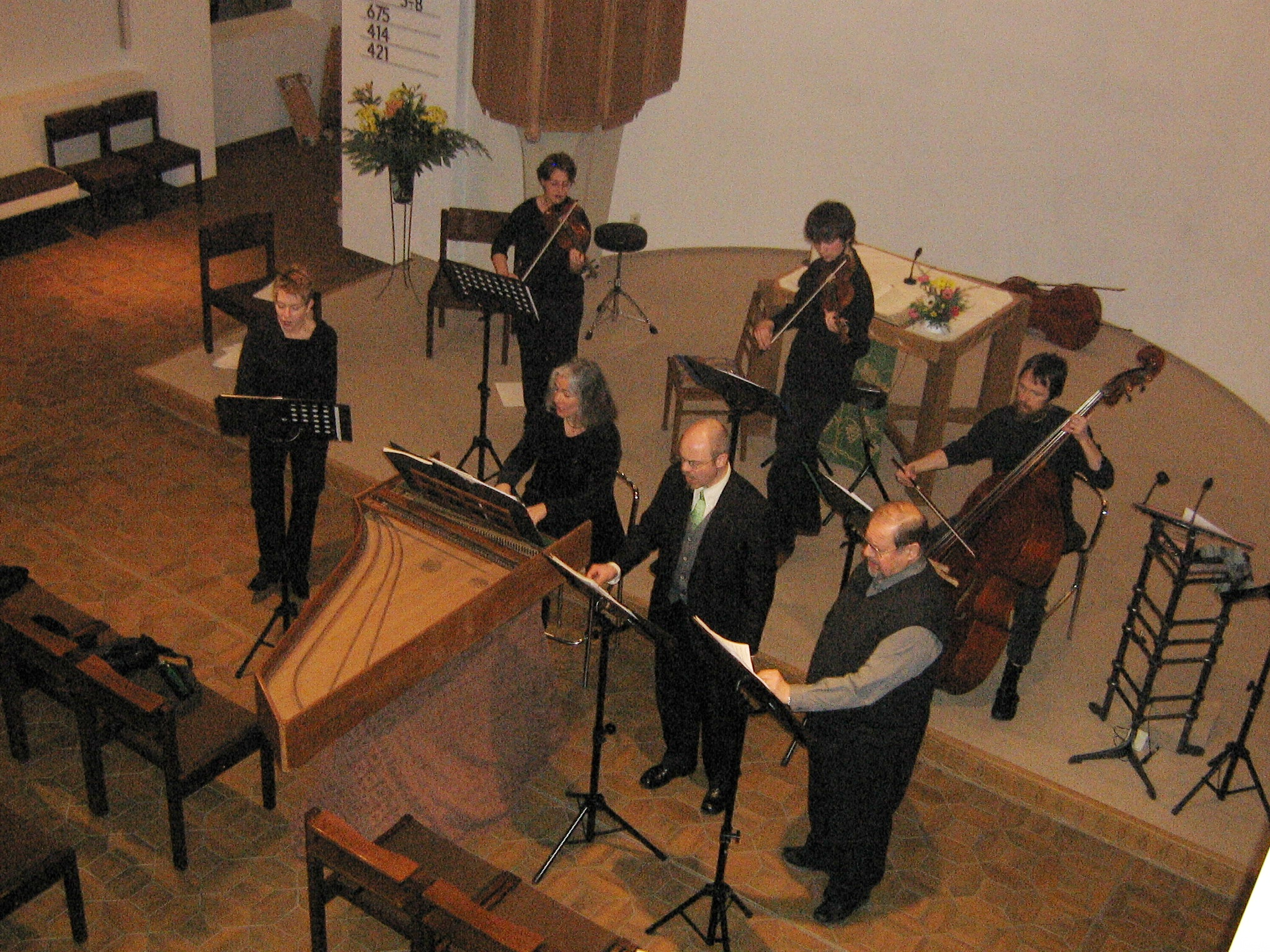
Aufführung einer Kantate von Dietrich Buxtehude. Vier Vokalsolisten gruppieren sich um ein Cembalo in der ersten Reihe, begleitet von zwei konzertierenden Violinen und dem Kontrabass in der zweiten Reihe

## Geschichte

### Frühbarock
Als unerhörte und im kirchlichen Bereich zunächst umstrittene Neuerung galt die begleitete Monodie des Frühbarock. Im 17. Jahrhundert bildete sich auf dieser Grundlage das Geistliche Konzert heraus, das auch (der Motetten-Tradition der Renaissance folgend) mehrteilig sein und unterschiedlich besetzte Abschnitte aufweisen konnte. Die mehr textorientierten und formal freieren Ausprägungen der Monodie entwickelten sich zum Rezitativ, die gesanglich-lyrischen zur Arie. Die für die Kantaten kennzeichnende Satzfolge aus voneinander abgesetzten Einzelstücken entwickelte sich besonders deutlich in den Werken des Komponisten Wolfgang Carl Briegel und verbreitete sich bald im gesamten mitteldeutschen Raum.

### Barock und Vorklassik

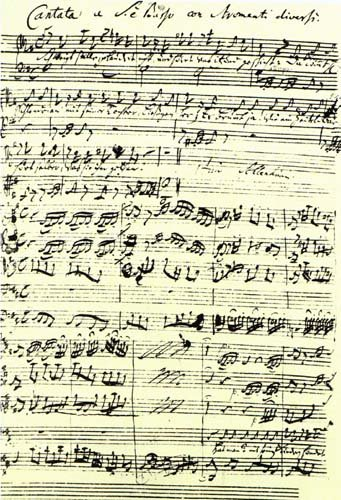
Autograph der weltlichen Kaffeekantate von Johann Sebastian Bach

Die berühmtesten Kantaten-Komponisten des Barock sind Dieterich Buxtehude, Johann Sebastian Bach (siehe Bachkantate) und Georg Philipp Telemann (siehe Telemann-Kantaten), die Kantaten vorwiegend, aber nicht ausschließlich für den kirchlichen Gebrauch komponierten.
Die deutsche Kirchenkantate entstand für den lutherischen Gottesdienst, wo sie dem Evangelium folgte oder – bei zweiteiligen Werken – die Predigt umrahmte. Sie wurde als Wortverkündigung durch Musik verstanden, in zweiter Linie auch als Lobopfer. Daher war die möglichst eindringliche Textdeklamation bestimmend für ihre Entwicklung.
Eine typische Kirchenkantate aus der Zeit Johann Sebastian Bachs besteht aus:
- Instrumentalvorspiel (optional)
- Eingangschor (optional)
- Abfolge von Rezitativen, Arien, Ariosi und Chorälen, gegebenenfalls auch Chöre
- Schlusschoral

Als Textgrundlage dienten Bibeltexte, Paraphrasen über diese, freie zeitgenössische Dichtung und Choräle, die ebenfalls häufig paraphrasiert wurden wie in den mittleren Sätzen von Bachs Choralkantaten von 1724.
Ebenfalls wichtig war die Solo-Kantate für nur eine Singstimme und Begleitung durch Continuo oder Orchester. Ein Meister dieser Form, die auch im weltlichen Bereich häufig vorkam, war v. a. Alessandro Scarlatti.
Eine größere Kantaten-Form ist beispielsweise das Weihnachts-Oratorium von Johann Sebastian Bach, ein Zyklus von mehreren Kantaten.
In Leipzig schuf Johann Friedrich Doles als Bachschüler und Thomaskantor in der Epoche nach Bach 158 Kantaten. Allerdings veränderte sich jetzt die Ästhetik ganz im Sinne der aufkommenden Aufklärung. Gefordert ist jetzt vor allem

„… die leichte Faßlichkeit und Folge der Rhythmen, die simple und kräftige Harmonie und die herzschmelzende Melodie.“

Auch die komponierenden Söhne Johann Sebastian Bachs, Wilhelm Friedemann Bach, Carl Philipp Emanuel Bach und Johann Christoph Friedrich Bach sowie seine Schüler Johann Christoph Altnikol, Gottfried August Homilius, Johann Friedrich Agricola, Johann Peter Kellner und Johann Ludwig Krebs haben Kantaten geschrieben. Weitere Komponisten von Kantaten sind Christoph Graupner, Georg Anton Benda, Johann Heinrich Rolle und Johann Gottlieb Naumann.
Fast zum Erliegen kam die kirchliche Kantate in der Zeit von Johann Gottfried Herder, der forderte, dass Kirchenmusik nicht dramatisch sein dürfe. Damit fallen „dramatisierte biblische Geschichten“ aus der Kirchenmusik heraus. „Arien, Duette, Terzette sind Nebensache und dürfen nicht für sich glänzen wollen.“ Herder wandte sich „in immer ausgeprägterer Weise dem der konzertierenden Kantate und dem dramatischen Oratorium entgegengesetzten Ideal einer feierlichen, … vorwiegend chorischen Kirchenmusik zu.“

### Klassik und Romantik

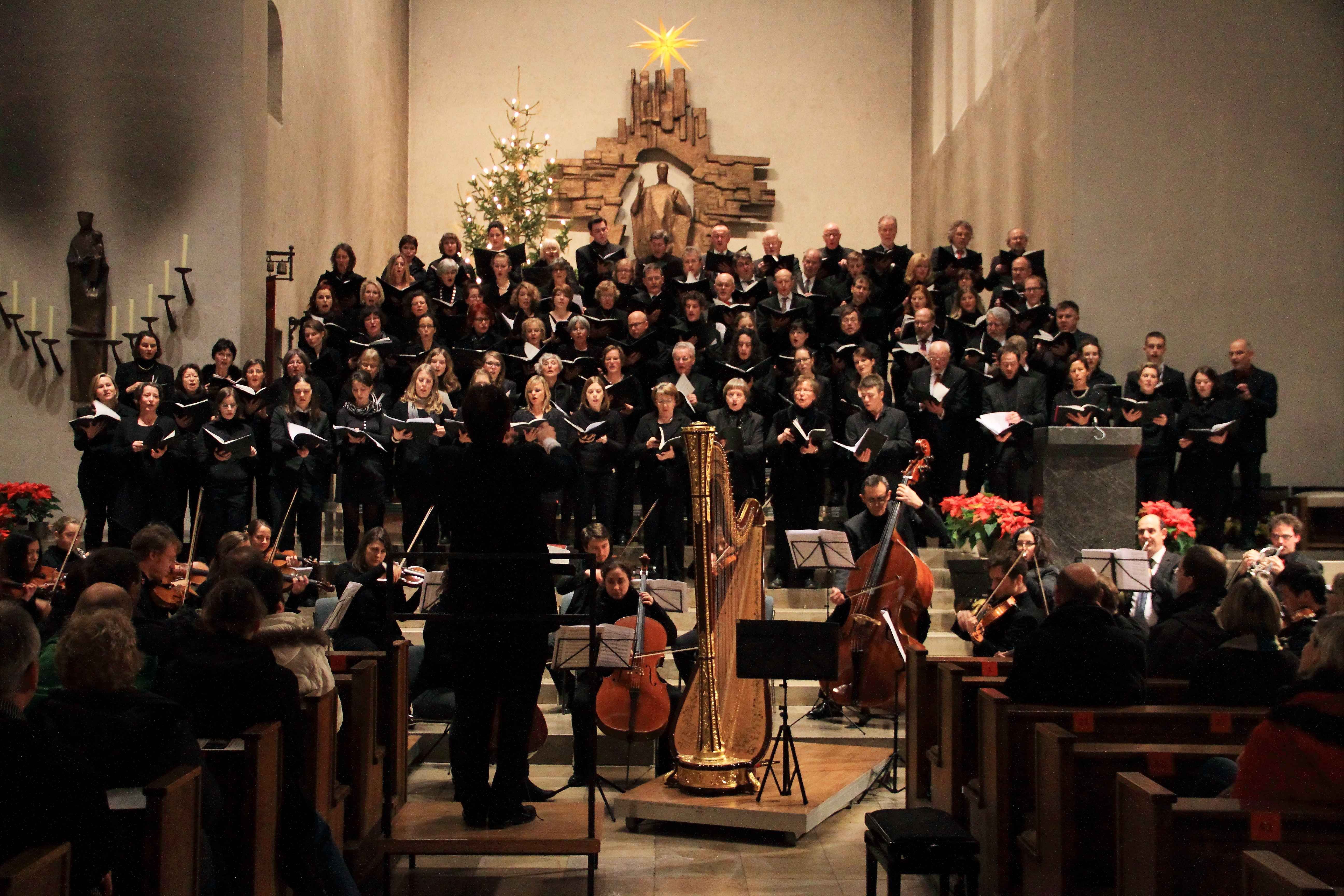
Aufführung der Kantate Der Stern von Bethlehem von Josef Gabriel Rheinberger, einer weihnachtlichen Kantate der Romantik

Nach einem Schattendasein in der Wiener Klassik wurde die Kantate in der Musik der Romantik vereinzelt neu aufgegriffen, so von Felix Mendelssohn Bartholdy (Lobgesang und mehrere Psalmen- und Choralkantaten). Diese Kantaten „stehen in der musikalischen Anlage und in der Ausnutzung klanglicher Möglichkeiten auf der Höhe ihrer Zeit.“ Sie haben „die Geschichte der nachbachschen Kantaten zu einem gewissen Abschluss gebracht. Zwar sind auch im späteren 19. Jahrhundert noch kantatenartige Werke aus der Tradition geschrieben worden, aber sie spielen eine allzu untergeordnete Rolle.“
Die Verbindung der Sinfonie mit Elementen der Kantate seit Beethovens 9. Sinfonie führte zur Entwicklung der Sinfoniekantate. Ferdinand Ries schuf 1806 seine Kantate Der Morgen, ein Werk für vier Singstimmen und Orchester. Franz Lachner entwickelte eine allegorische Kantate zum Thema Die vier Menschenalter, op. 31 (1829).
In Italien errang Saverio Mercadante 1818 mit der Kantate L'unione delle belle arti einen ersten und glänzenden Erfolg, um sich fortan fast ausschließlich der Oper zu verschreiben. Mit über sechzig Kantaten trat Johann Simon Mayr hervor. Egeria für eine Stimme, Chor und Orchester (Brescia 1816) und Annibale (Bergamo 1816) stehen als Beispiele für diese Fülle.
Für die Zeit des Biedermeier steht Christian Heinrich Rinck. Drei Kantaten von ihm sind zu nennen: die Charfreytags-Kantate für Soli, Chor und Orgel op. 76, die Weihnachtskantate op. 73 und die Kantate Gott sorgt für uns op. 98 für Chor und Orgel.
Bereits 1845 kam es im Blick auf Kantaten zu einer gewissen Restauration. Johann Theodor Mosewius als Direktor der Breslauer Singakademie „war der erste, der … die Einführung Bachscher Kantaten in den Gottesdienst forderte in seinem Buch J. S. Bach in seinen Kirchen-Cantaten und Choralgesängen.“ Durch Thomaskantor Moritz Hauptmann wurden Bachkantaten in der Mitte des 19. Jahrhunderts dann wieder im Leipziger Gottesdienst eingebürgert.
Aber auch das weltliche Kantateschaffen entwickelte sich fort: Fromental Halévys Kantate Prométhée enchaîné wurde im Jahre 1849 am Pariser Konservatorium uraufgeführt und ist die erste westliche orchestrale Komposition, die Vierteltöne verwendet. Schon 1819 erhielt er den Rompreis für seine Kantate mit dem Namen Herminie.
1868 vollendete Johannes Brahms seinen Rinaldo op. 50, eine weltliche Kantate für Tenor, Männerchor und Orchester auf Texte von Johann Wolfgang von Goethe.
Ein typisches Werk der Spätromantik ist Gustav Mahlers 1880 vollendete weltliche Kantate Das klagende Lied mit überdimensionalem Orchester-, Chor- und Solisteneinsatz. Die große orchestrale Dimension Mahlers wird für verschiedene Komponisten des 20. Jahrhunderts zum Vorbild.
Im weltlichen Bereich sind Werke von Niels Wilhelm Gade zu nennen: die Kantate Korsfarerne (deutsch: Die Kreuzfahrer, 1865–1866) und die Kantate Psyche (1880–1881). Felix Draeseke schrieb die Kantaten Germania an ihre Kinder für Sopran, Männerchor und Orchester (WoO 3a, nach Heinrich von Kleist – 1859) und Der Schwur im Rütli, Kantate für Sopran, Männerchor und Orchester (WoO 9, 1869). Ludwig Thuille schuf am Ende des 19. Jahrhunderts Fridolin, eine Kantate für Soli, Männerchor und Orchester (Text nach Friedrich Schiller, 1893) und der russische Komponist Anton Stepanowitsch Arenski Die Fontäne von Bachtschissarai (op. 46, 1899). Ebenfalls auf Texten von Friedrich Schiller basiert die Kantate Die Macht des Gesangs von Caspar Joseph Brambach (op. 6, 1860).
1897 entstand die Kantate Amarus von Leoš Janáček auf ein Gedicht von Jaroslav Vrchlický, die die mystische Atmosphäre eines Klosters heraufbeschwört.
Eine geistlich erbauliche Richtung lassen die Kantaten von Sergei Iwanowitsch Tanejew am Ende bzw. zu Beginn des Jahrhunderts erkennen: Johannes von Damaskus, op. 1 (1884) und Nach dem Lesen eines Psalms, op. 36 (1915).

### Moderne

#### Beginn des 20. Jahrhunderts

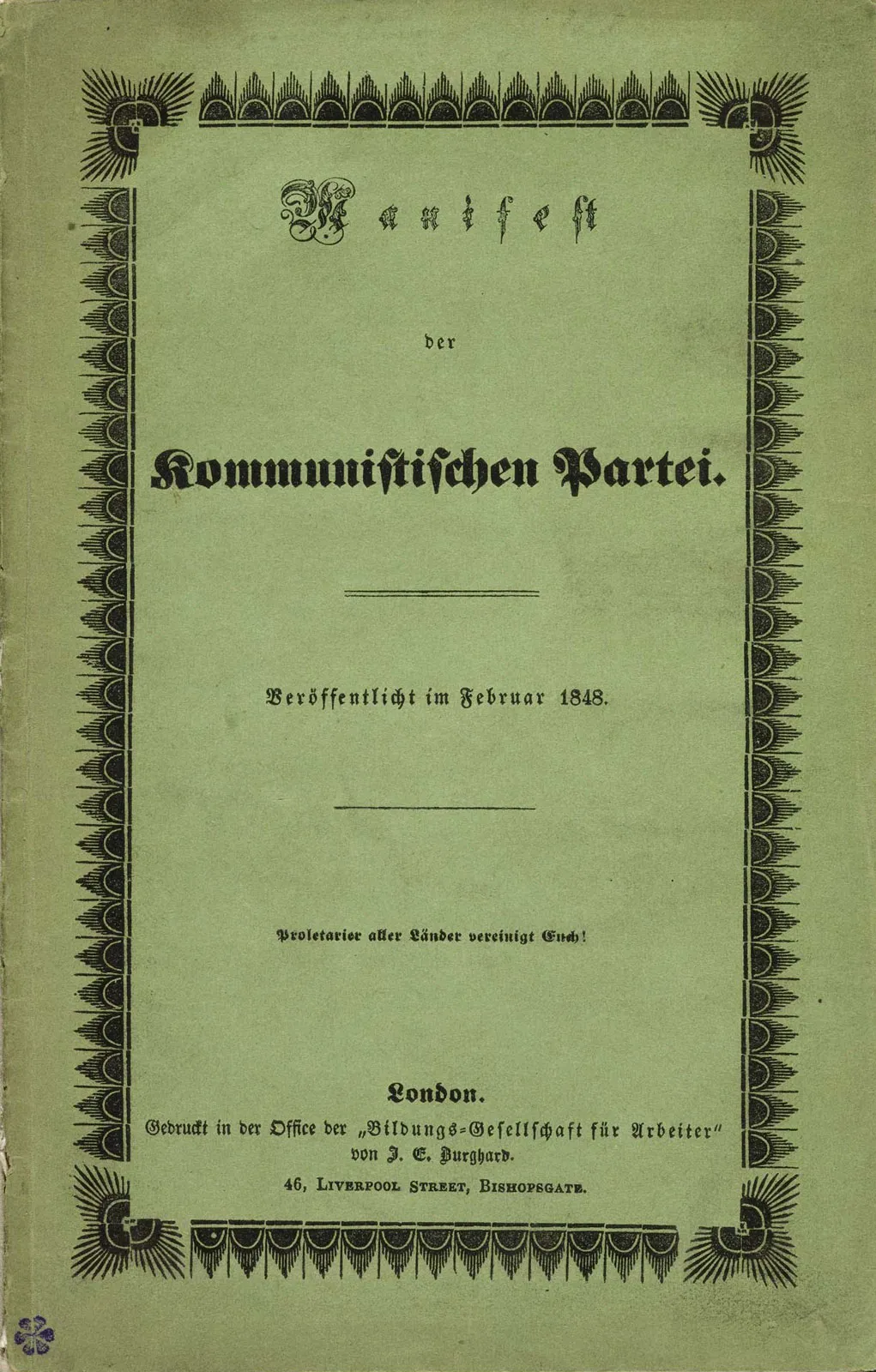
Das Manifest der Kommunistischen Partei wurde im 20. Jahrhundert der Gegenstand einer Kantate. Erwin Schulhoff vertonte den Text.

Als „verkleinerte Kunstform des Oratoriums erfreut sich die Kantate seit 1900 zunehmender Pflege unter den Komponisten.“ Die „Schilderung außermusikalischer Vorgänge“ wird dabei immer deutlicher. Zunehmend bekommt auch die Jugendbewegung und die Singbewegung samt zahlreicher Kleinmeister einen Einfluss auf die Gattung.
Im weltlichen Bereich ist der Frühling (häufig auch Der Frühling, russ. Весна) für Bariton, gemischten Chor und Orchester von Sergej Rachmaninow zu nennen, sein opus 20 aus dem Jahre 1902. Der schwedische Komponist Wilhelm Stenhammar schuf die beiden Kantaten Ett Folk, op. 22 (1905) und Sangen, op. 44 (1921). Carl Nielsens festliche Kantate für den Jahrestag der Kopenhagener Universität (Text: Niels Møller, op. 24, 1908) und von Karol Szymanowski die Kantate Demeter für Gesang, Chor und Orchester (Text: Zofia Szymanowska, op. 37, 1917) sind ferner am Beginn des Zwanzigsten Jahrhunderts zu erwähnen, auch wenn die Tonsprache vielfach noch spätromantisch und damit dem 19. zuzuordnen ist. Der Franzose Noël Gallon gewann 1910 den Prix de Rome mit seiner Kantate Acis et Galathée.
Im Jahr 1900 schuf Ottorino Respighi eine biblische Kantate mit dem Titel Christus. Im geistlichen Bereich ist ein Ringen um angemessene Formen und Dimensionen zu erkennen. So wurde im 20. Jahrhundert wieder der Versuch gemacht, die Kantate in weniger aufwendiger Form für den kirchlichen Gebrauch weiterzupflegen, insbesondere im Blick auf das christliche Weihnachts- und Osterfest. Die Gattung Kantate führte jedoch angesichts des gewaltigen historischen Erbes zunächst ein Randdasein.
1911/12 entstand auf einen christlich-symbolistischen Text Konstantin Balmonts die Kantate Le Roi des étoiles von Igor Strawinski. Von Walter Courvoisier stammt die Kantate Auferstehung (früherer Titel: Totenfeier), eine Kantate für vier Soli, gemischten Chor und Orchester op. 26; nach Worten der Bibel, bearbeitet von Alfred Bertholet (1915).
Deutsche Lyriker mit ihren Gedichten bildeten die Textgrundlage einer Reihe weiterer Kantaten. Nach dem Ersten Weltkrieg schuf Hans Pfitzner ein großes Werk der Gattung: Von deutscher Seele. Eine romantische Kantate, (op. 28; 1921) für Solostimmen, Chor, Orchester und Orgel (Dem Andenken meiner lieben Schwägerin Eva Kwast gewidmet). Die Textgrundlage sind Gedichte von Joseph von Eichendorff. Uraufführung war am 27. Januar 1922 in Berlin mit Selmar Meyrowitz als Dirigent. Mit seinem Gesang über den Wassern gestaltete Herbert Windt 1921 eine Kantate nach einem Gedicht von Richard Dehmel. Eine Kantate nach Texten von Goethe für Sopran- und Bass-Solo, Chor, Trompete, Cembalo und Streichorchester schuf 1928 Günter Raphael.
Conrad Beck widmete dem Thema Oedipus 1928 eine Kantate. Es folgte eine Lyrische Kantate mit Texten von Rainer Maria Rilke und 1937 eine Kammerkantate nach Sonetten der Louize Labé.
Experimentierfreudig gingen die 1920er Jahre weiter: 1929 war die für das neue Medium Radio konzipierte Kantate Lindberghflug (1929) von Bertolt Brecht (Text) sowie Kurt Weill und Paul Hindemith (Musik) entstanden, die auch Sende- und Motorengeräusche einbezog. Weill schuf noch weitere Kantaten: Der neue Orpheus, Kantate für Sopran, Solo-Violine und Orchester, op. 16 (Text: Yvan Goll, 1927); Das Berliner Requiem, Kleine Kantate für Tenor, Bariton, Männerchor (oder drei Männerstimmen) und Blasorchester (Text: Bertolt Brecht, 1928) und zuletzt The Ballad of Magna Carta, Kantate für Tenor und Bass-Solisten, Chor und Orchester (Text: Maxwell Anderson, 1940). Der Franzose Tony Aubin gewann 1930 den Prix de Rome für seine Kantate Actéon. Ernst Toch wandte sich 1930 in einer Kantate dem Thema Wasser zu: Das Wasser hatte Worte von Alfred Döblin zur Grundlage. Ernst Krenek schrieb eine Kantate von der Vergänglichkeit des Irdischen (op. 72, 1932). Erwin Schulhoff vertonte im selben Jahr als Opus 82 das Manifest der Kommunistischen Partei in Form einer Kantate.
Aber auch im Bereich der Kirchenmusik wurde die Gattung weiter gepflegt: Frank Martin schuf anlässlich von Weihnachten eine Cantate pour le temps de Noel (Weihnachtskantate) zwischen 1929 und 1930.
Unter Rückgriff auf rumänische Volkspoesie, jedoch ohne Verwendung von Volksmusik, schrieb Béla Bartók 1930 sein umfangreichstes und bedeutendstes Chorwerk, die allegorische Cantata profana („Die Zauberhirsche“) auf ein von ihm selbst verfasstes Libretto.
Der Franzose Eugène Bozza war 1934 mit seiner Kantate „Légende de Roukmani“ Träger des renommierten Prix de Rome. Gleiches widerfuhr Pierre Sancan 1943 mit seiner Kantate La légende d'Icare. Drei Jahre vor Ausbruch des Weltkrieges (1936) schrieb Ralph Vaughan Williams eine eindringliche Bitte um den Frieden, seine Kantate Dona nobis pacem für Sopran, Bariton, Chor und Orchester.

#### Zeit des Nationalsozialismus

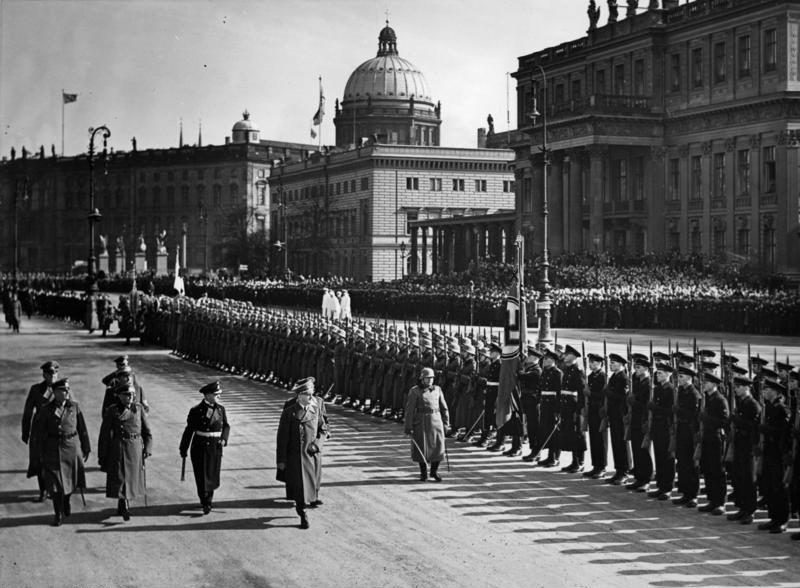
Die Gattung einer Kantate ließ sich u. a. auch politisch instrumentalisieren, vor allem da, wo Massen zusammenkamen. Anlässe waren Sportfeste, Parteiveranstaltungen oder das zentrale Heldengedenken (Bild: 1940).

Von Albrecht Prinz von Hohenzollern erschien 1934 sein systemkonformes Opus 8 Deutschlands Morgenrot: Du deutsches Volk, nun danke Gott, eine Vaterländische Kantate für gemischten Chor, Streichorchester, Klavier, Pauke und kleine Trommel sowie Bläser ad libitum auf einen Text von Paul Kassel-Andernach. Diese Kantate wurde in der Zeitschrift für Musik, auch von Wilhelm Kempff, lobend besprochen: „Die ›Vaterländische Kantate‹ hat mich gleich beim ersten Hören gepackt. Das ist keine Gelegenheitskomposition, das ist ein Werk, das wirklich erhebt und überzeugt, da es aus deutscher Seele geboren ist.“
Hugo Distler gab 1935 als Opus 11 seine geistliche Kantate Wo Gott zu Haus nit gibt sein Gunst als Choralkantate in altdeutsch-reformatorischem Sprachduktus heraus. Um seine kirchenmusikalischen Ziele politisch durchsetzen zu können, hatte Hugo Distler dem NS-Staat kulturelle Gegenleistungen zu erbringen. Im April 1934 unterbrach Distler daher die Arbeit an seinen geistlichen Kompositionen, um die Auftragsmusik zu einer weltlichen Thingspiel-Kantate Ewiges Deutschland über vaterländische Texte des Dichters Wolfram Brockmeier – Leiter der Lyrikabteilung der Reichsschrifttumskammer – zu schreiben. Edgar Rabsch schuf 1935 die Kantate Feier der Arbeit, Kurt Thomas steuerte zu den Berliner olympischen Spielen eine Kantate zur Olympiade (op. 28, 1936) bei. Von Werner Egk stammt aus diesem Jahr die Olympiakantate Altius – citius – fortius (1936). Unter dem Titel Grüß Gott, du schöner Maie schuf Armin Knab 1935 eine Frühlingskantate nach Volksliedern für Jugendchor, Einzelstimmen, Sprecher, Blockflöte und Geige. Das Werk gehört stilgeschichtlich zur damaligen Nürnberger Schule, die einen sparsamen Einsatz der Mittel, die Abkehr von sentimentaler Weichheit und ein nur am „Text entlang-Musizieren“ propagiert. 1938 schuf in ähnlichem Geist Walter Rein eine Sonnenwendkantate.
Manche Komponisten flohen in dieser Zeit ins Exil: Ernst Toch schrieb 1937 im amerikanischen Exil die Kantate mit dem englischen Titel Cantata of the Bitter Herbs. Ebenfalls im amerikanischen Exil entstand 1940 von Kurt Weill The Ballad of Magna Carta, eine Kantate für Tenor und Bass-Solisten, Chor und Orchester (Text: Maxwell Anderson). Sowohl Weill als auch Paul Hindemith galten in Deutschland als entartete Musik. Im englischen Exil schrieb Hans Gál De profundis, sein Opus 50 für Soli, Chor, Orchester und Orgel (1936/37). Walter Braunfels, der die innere Emigration wählte, schuf zwischen 1934 und 1937 eine Weihnachtskantate für Sopran, Bariton, Chor und Orchester op. 52.
1937 vertonte Wolfgang Fortner nach Texten von Wolfram Brockmeiers Feierkantate ein Werk für gemischten Chor und Orchester mit dem Titel Von der Kraft der Gemeinschaft – zur Zweihundertjahrfeier der Universität Göttingen. Zahlreiche Kantaten flossen auch aus der Feder Cesar Bresgens, etwa Lichtwende aus dem Jahre 1939. Der Historiker Michael H. Kater bewertete Bresgen aufgrund seiner Produktivität und seiner Resonanz als fleißigsten und populärsten Komponisten der Hitlerjugend. Mehrere Preise und Auszeichnungen, die Bresgen ab 1936 erhielt, werden als Beleg angeführt.
Herbert Windt schuf eine sogenannte Funkkantate mit dem Titel Der Flug zum Niederwald, die 1936 zu Hitlers 47. Geburtstag über den Deutschlandsender ausgestrahlt wurde. Ottmar Gerster rief 1939 zum Gedenken an die Helden auf: Gedenket ihrer, eine Kantate für Sopran, Sprecher, Männerchor und Orchester, entstand zum Heldengedenktag. Im Mai 1938 kam es zur Aufführung von Werner Egks Kantate Natur-Liebe-Tod beim Abschlusskonzert der ersten Reichsmusiktage in Düsseldorf (mit der Schandschau Entartete Musik).
Zikmund Schul wurde 1941 ins KZ Theresienstadt deportiert und komponierte dort 1942 die Cantata Judaïca als sein Opus 13.
In seinem letzten Lebensjahr erlebte der todkranke Komponist Franz Schmidt den „Anschluss“ Österreichs an das Deutsche Reich und wurde von den Nationalsozialisten als der bedeutendste lebende Komponist Österreichs hofiert. Er erhielt den Auftrag, eine Kantate mit dem Titel Deutsche Auferstehung zu komponieren, was nach 1945 von manchen zum Anlass genommen wurde, ihn als „vorbelastet“ anzusehen. Schmidt ließ diese Komposition jedoch unvollendet.

#### Zweite Hälfte des 20. Jahrhunderts

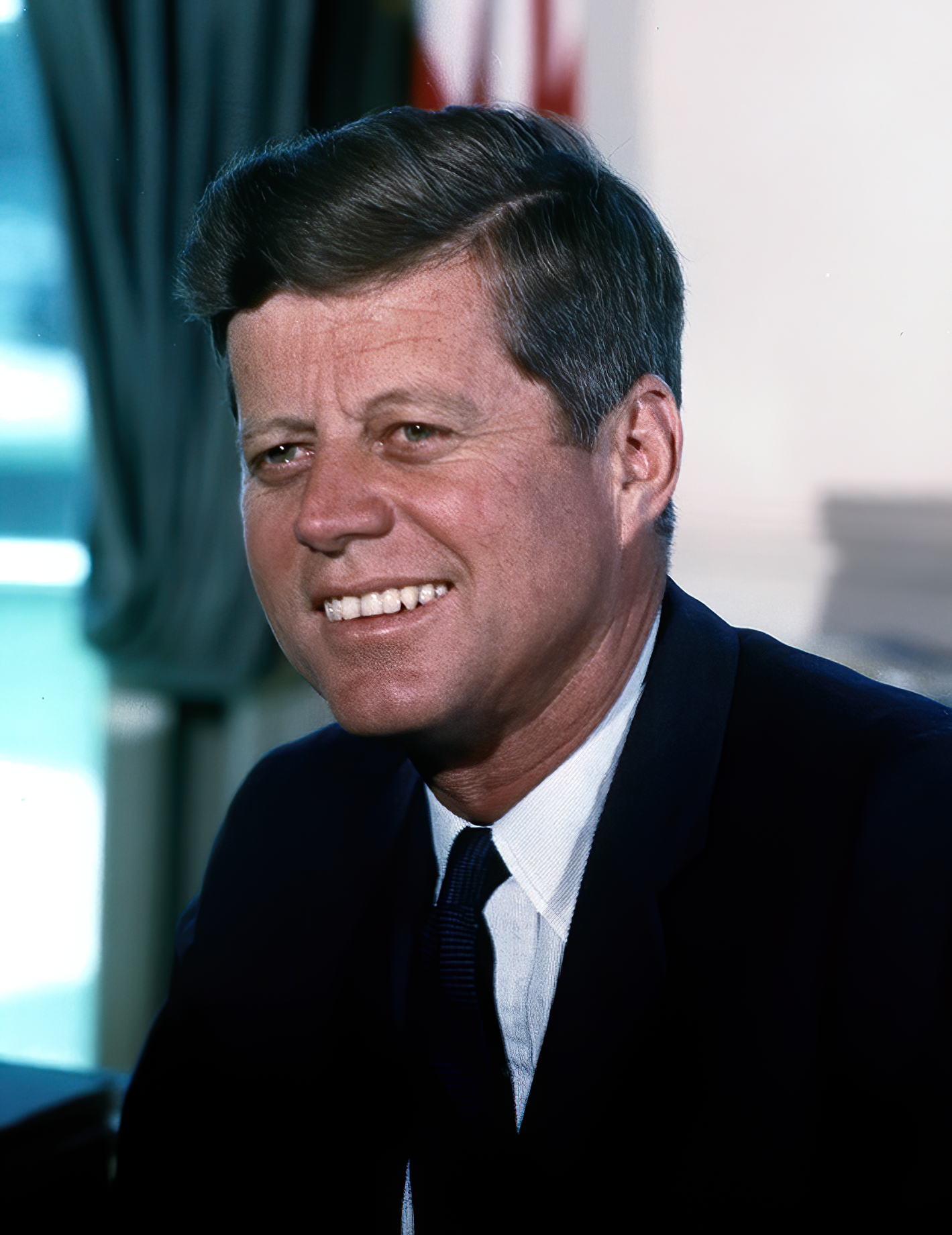
Im 20. Jahrhundert transportiert die Gattung Kantate durchaus auch politische Inhalte. Hier John F. Kennedy, an den eine Kantate von Manfred Kluge 1963 erinnerte.

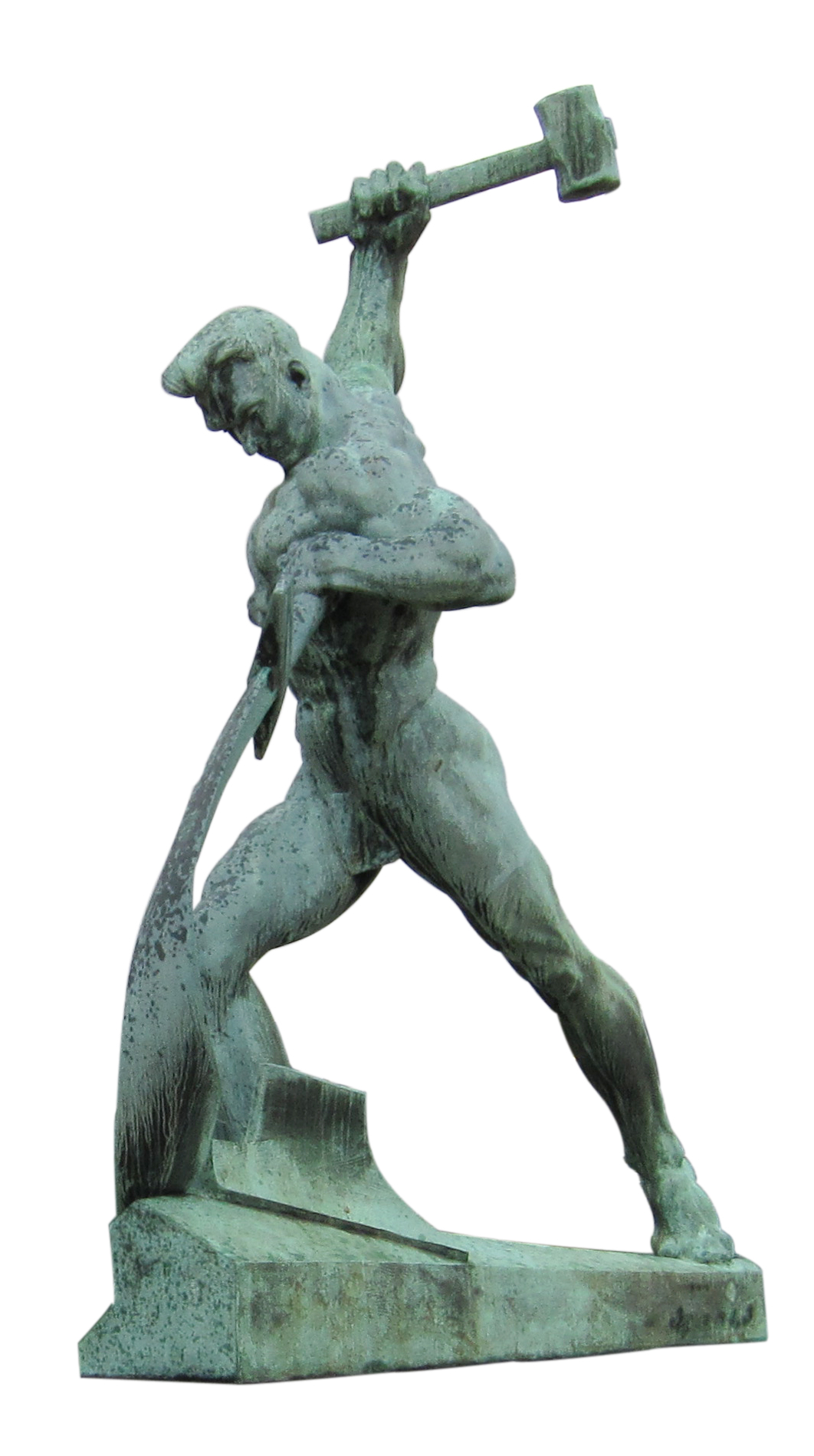
Nicht nur in der Bildenden Kunst, sondern auch in Kantaten spielt das biblisch-politische Motiv Schwerter zu Pflugscharen eine Rolle.

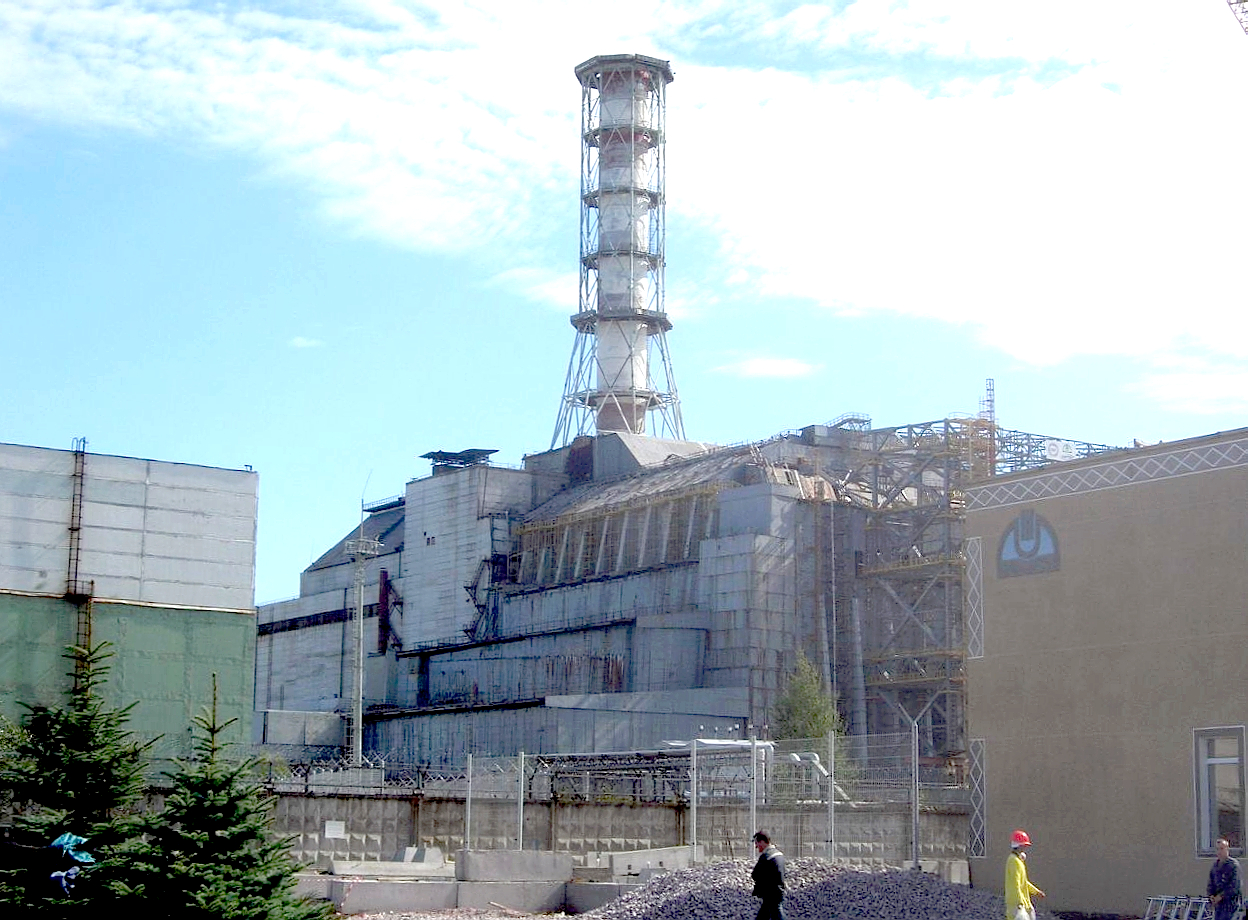
Die Nuklearkatastrophe von Tschernobyl wird am Ende des 20. Jahrhunderts Gegenstand einer Kantate.

##### Kirchliche Kantaten
Nach dem Zweiten Weltkrieg entstanden vor allem kirchenmusikalische Werke der Gattung: Rudolf Mauersberger schrieb 1948 Eine kleine Weihnachtskantate, während Friedhelm Deis im selben Jahr den 23. Psalm vertonte: Der Herr ist mein Hirte. Zu erwähnen ist das geistliche Kantatenschaffen von Johannes Driessler mit Denn Dein Licht kommt (op. 4, 1947), Die Segnung der Freude, op. 36,2 und andere Kantaten (z. B. über die Offenbarung des Johannes), die nach dem Zweiten Weltkrieg der Gattung neue Impulse vermittelten. Bengt Hambraeus komponierte eine Cantata pro defunctis für Bariton und Orgel (1951), mit der er inhaltlich einem Requiem nahekam. 1948 schuf Benjamin Britten seine Sankt Nikolaus-Kantate, auch als Saint Nicolas Cantata bekannt. In neun Abschnitten gegliedert folgt die Kantate dem Lebenslauf des Bischofs Nikolaus von Myra. Das Werk ist für gemischten Chor, Tenor-Solo, Klavier, Streicher, Schlagzeug und Orgel sowie einen kleinen Kinderchor komponiert.
Ralph Vaughan Williams schuf seine Weihnachtskantate Hodie für Sopran, Tenor, Bariton, Chor und Orchester (1953–1954). Fast zeitgleich (1953) entstand die Cantate de Noël als letzte Komposition des Schweizers Arthur Honegger. Klaus Huber, ebenfalls Schweizer, schuf dagegen 1952 seine Abendkantate, eines seiner ersten Werke. Mit expressiver Tonsprache arbeitete dessen Landsmann Willy Burkhard in seiner Kantate Die Sintflut – Kantate nach dem Bericht aus dem 1. Buch Mose (1954/1955), die als A-cappella-Werk höchste Anforderungen an das Leistungsvermögen des gemischten Chores stellt. Für Frankreich wichtig wurde Ginette Keller mit ihrer Kantate Et l’Homme vit se rouvrir les portes, mit der sie 1951 den Second Grand Prix de Rome zugesprochen bekam. Ebenfalls nach Frankreich weist Gilbert Amys Cantate brève für Sopran, Flöte, Vibraphon und Xylomarimba nach Gedichten von Federico García Lorca, die 1957 entstand.
Peter Cahn schuf als Choralkantate Es kommt ein Schiff geladen für eine tiefe Solostimme, zwei Violinen, vierstimmigen gemischten Chor und Orgel (1954). Rudolf Wagner-Régeny schuf 1956 die Kantate Genesis. Mit teils groß angelegten, dem Neoklassizismus zuneigenden Kantatenkompositionen trat auch Hans Chemin-Petit hervor (etwa der Symphonischen Kantate nach Worten des Predigers Salomo für Alt, gemischten Chor und Orchester von 1966). Kurt Fiebig schuf 1955 die Choralkantate Wie nach einer Wasserquelle Choralkantate, 1957 Et unam sanctam und zwei Paul-Gerhardt-Kantaten: Du meine Seele singe (1965) und Gib dich zufrieden und sei stille (1967) nach Liedtexten Paul Gerhardts.
1964 entstand die biblisch-prophetische Kantate Die Wölfe werden bei den Lämmern wohnen von Wilhelm Keller anlässlich des Salzburger Adventsingens. Johann Nepomuk David komponierte eine pfingstliche Kantate zum traditionellen Hymnus Komm, Heiliger Geist (Veni Creator Spiritus) für zwei Chöre und Orchester (op. 72, 1972). Yun I-sang gab 1977 seiner Kantate nach Texten des Predigers Salomo und von Laotse für Bariton, gemischten Chor und kleines Orchester den Titel Der weise Mann. Allan Pettersson schrieb 1974 die Kantate Vox humana für Soli, Chor und Streichorchester nach Texten verschiedener lateinamerikanischer Dichter.
Mehr sanglich, aber nicht weniger ausdrucksstark sind auch die kirchlichen Kantaten von Helmut Barbe, Bertold Hummel, Paul Ernst Ruppel und Rolf Schweizer, die in der zweiten Hälfte des 20. Jahrhunderts entstanden.
Auch kommt es zu kontrastreichen Titeln. Theophil Laitenberger schrieb eine Kantate von der Nichtigkeit des Menschen und von der Güte und Allmacht Gottes (1991) für Bariton, Chor, Holzbläser, Trompete, Pauken und Streicher.
Adam Adrio stellt für die musikalische Epoche fest, dass die Gattung Kantate und die Gattung Geistliches Konzert „in gleicher Bedeutung nebeneinander gebraucht werden.“

##### Weltliche Kantaten
Aber auch Kantaten mit literarischer Textgrundlage aus dem weltlichen Bereich entstanden: Günter Bialas vertonte „Eingeborenen-Dichtungen“ in seiner Indianische Kantate im Jahre 1949 für Bariton, Kammerchor, acht Instrumente und Schlagzeug. Harald Genzmer schuf eine Racine-Kantate für Baritonsolo, Chor und Orchester (1949), nach Texten von Jean Racine. Rolf Liebermann schrieb 1950 sein Streitlied zwischen Leben und Tod, eine Kantate für Soli, Chor und Orchester. Paul Angerer befasste sich 1954 mit der Gattung einer dramatischen Kantate: Agamemnon muss sterben.
Das altorientalische Gilgamesch-Epos wurde für Bohuslav Martinů zur Grundlage einer gleichnamigen Kantate, die sich im Übergangsbereich zum Oratorium bewegt (H 351, UA 1958), ein Auftragswerk von Paul Sacher. Der estnische Komponist Arvo Pärt schuf 1959 Meie aed op. 3 (Unser Garten). 1960 schrieb Alfred Uhl Wer einsam ist, der hat es gut, eine „heitere Kantate“ für Soli, gemischten Chor und Orchester nach Gedichten von Wilhelm Busch, Christian Morgenstern und Joachim Ringelnatz. Aribert Reimann gab 1966 seiner Kantate nach Texten von Cesare Pavese für Soli (Sopran, Tenor, Bariton), zwei gemischte Chöre und Orchester den Titel Verrà la morte.
Den Jahreszeiten wandte sich Vincent Persichetti inhaltlich mit zwei Kantaten zu: 1963 komponierte er die Spring Cantata (Cantata No. 1) opus 94, für Frauenchor und Klavier, ein Jahr später, 1964, das Gegenstück: die Winter Cantata (Cantata No. 2) opus 97, für Frauenchor, Flöte und Marimbaphon. Klaus Hashagen schuf 1965 die Kantate Giorno per Giorno für Mezzosopran, Flöte, Cembalo und Schlagzeug nach einem Text von Giuseppe Ungaretti.
Nach Bertolt Brechts Gedicht ist die hymnische Kantate An die Nachgeborenen (op. 42) von Gottfried von Einem benannt. Das Werk für Mezzosopran, Bariton, Chor und Orchester war Auftragswerk zum 30. Jahrestag der Gründung der UNO und wurde am 24. Oktober 1975 in New York uraufgeführt.
Im politischen, durchaus auch patriotischem Sinn komponierte Reinhold Moritzewitsch Glière, als er die Kantate Ruhm der Sowjetarmee für Vokal-Solisten, Chor, Rezitator, Sinfonie- und Blasorchester, (op. 93, 1953) schuf. Manfred Kluge widmete einem Politiker 1963 die Kantate zum Gedächtnis Kennedys. Einen nationalen Einschlag besitzt das Werk On Freedoms Ground, die Amerikanische Kantate von William Schuman für Bariton, Chor und Orchester mit Texten von Richard Wilbur aus dem Jahre 1985.
Mit dem Werk Libertas cruciata schrieb Max Baumann eine von ihm so genannte Dramatische Kantate (op. 71, 1963) für Soli, Sprecher, Sprechchor, Chor und großes Orchester.
Der Sport wurde vom Amerikaner William Schuman in der Baseball-Kantate mit dem Titel Casey at the Bataus thematisiert. Es ist ein Werk für Solisten, gemischten Chor und Orchester aus dem Jahre 1976.
Von Josef Schelb stammt die 1947 entstandene weltliche Kantate Kindheit für Sopranstimme und Streichquartett nach dem gleichnamigen Gedicht von R. M. Rilke. Lyrik verarbeitete auch Karl Marx in seinen beiden Kantaten Raube das Licht aus dem Rachen der Schlange, op. 57, nach Hans Carossa für Bariton-Solo, gemischten Chor und Orchester sowie Und endet doch alles in Frieden, Kantate nach Worten aus dem Hyperion von Friedrich Hölderlin für Soli, Chor und Orchester. Ähnlich Werner Egk mit seiner Kantate Nachgefühl für Sopran und Orchester nach Klabund (1975).
Karl Michael Komma steuerte 1977 anlässlich der 600-Jahr-Feier der Grundsteinlegung des Ulmer Münsters die Kantate Die Hütte Gottes bei. Eine Kantate für Frauenstimme und Orchester nach französischen Chansontexten aus dem XV. Jahrhundert (1986/88) mit dem Titel Quodlibet stammt von Mauricio Kagel.
Für Reinhard Schwarz-Schilling, der der Tonsprache Johann Sebastian Bachs nahekommt, wurde das Werk Die Botschaft, Cantate (sic!) für Mezzosopran, Bariton, Chor und Orchester (1979–1982) zum Hauptwerk. Nähe zu Bach, aber in witziger Weise, zeigt P. D. Q. Bach alias Peter Schickele mit seiner Hundekantate „Wachet Arf!“ (engl. the canine cantata Wachet Arf!). Auf das Modell Bachs verweist auch Alfred Schnittkes 1983 entstandene Faustkantate Seid nüchtern und wachet … (für Kontratenor, Kontraalt, Tenor, Bass, gemischten Chor, Orgel und Orchester).
Ernste Töne erklingen in der Kantate von Iván Eröd Vox Lucis (op. 56, 1988/89), der sonst eher eine leichtere Tonsprache pflegt. Evžen Zámečník schuf 1989 die Kantate Lachischer Frühling für Bariton Solo, Bratsche Solo, gemischten Chor und Orchester mit Texten von Petr Bezruč.
Zum größten Teil kirchlich-politische Kantaten schuf Felicitas Kukuck mit De Profundis (1989), Auf glühenden Kohlen gesungen (1990), Und es ward: Hiroshima und Schwerter zu Pflugscharen (1995). Ein Stück friedensethisch engagierter Musik schuf Felicitas Kukuck mit der Kantate Und es ward: Hiroshima. Eine Collage über Anfang und Ende der Schöpfung. Das Werk wurde am 11. August 1995 im Rahmen einer Weltfriedenswoche in Hamburg uraufgeführt. In diesem Werk, aber auch in späteren, setzte sich diese Komponistin mit existenziellen Fragen am Ende des Jahrtausends auseinander: mit Krieg und Frieden, mit Auschwitz oder mit Tschernobyl.
In einer Serie von Kantaten zu den Hauptfesten des Kirchenjahres schuf Wolfram Graf Wachet auf (1991) als Kantate zum Advent, für Kinderchor und Instrumente, Il est né (1992) als Kantate zu Weihnachten, Resurrectio (1993) für Chor, Sopran, Violoncello, Schlagwerk, Orgel und Tonband sowie Jesu meine Freude (1994) als Kantate zur Passion. Ebenfalls in eine geistliche Richtung weist Heinz Werner Zimmermanns Thomas-Kantate („O komm, Du Geist der Wahrheit“) für Mezzosopran- und Bariton-Solo, Chor und Orchester, die in Stuttgart 1982 in der Leonhardskirche durch die Gächinger Kantorei uraufgeführt wurde (Neufassung 2002).
Als Guardini-Kantate, ein Werk nach Texten von Romano Guardini, wurde Robert Maximilian Helmschrotts Deutung des Daseins für Sprecher, Soli, Chor, zwei Trompeten, Streichorchester und Orgel (1998) bekannt.

#### Kantatenschaffen in der Deutschen Demokratischen Republik

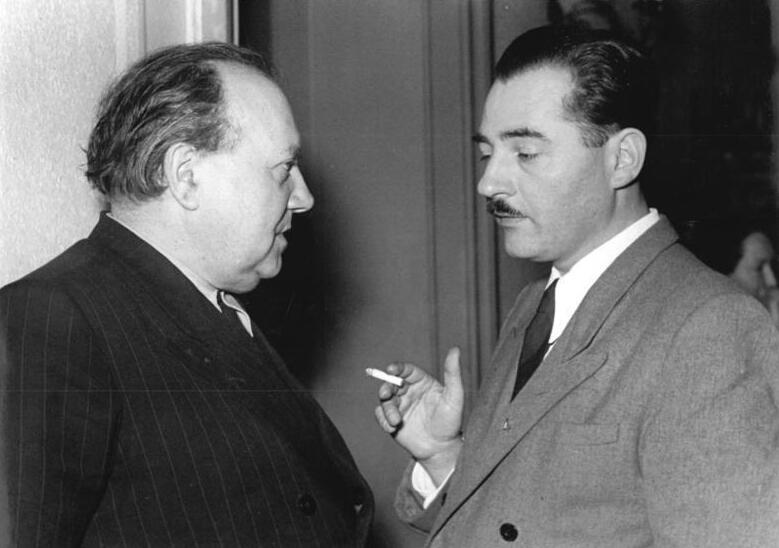
Ottmar Gerster (links) konnte 1939 Kantaten zum Heldengedenken (s. o.) im Sinne des Nationalsozialismus schreiben, während er sich dann 12 Jahre später – unter veränderten politischen Vorzeichen – den Erfordernissen der DDR stellte und in einer Kantate das Eisenkombinat Ost zum Gegenstand seines Komponierens erhob.

Wichtig für die Musikgeschichte der DDR wurden die Kantaten aus der Hand Günter Kochans. Zu nennen sind. Die Welt ist jung. Kantate für gemischten Chor und Orchester (Text von Paul Wiens, 1952), Die Asche von Birkenau. Kantate für Alt-Solo und Orchester (Text von Stephan Hermlin, 1965), Aurora. Kantate für Frauenstimme, Chor und Orchester (Text ebenfalls Stephan Hermlin, 1966) und Die Hände der Genossen. Kantate für Bariton und Orchester (Text: Giannis Ritsos, 1974). Ottmar Gerster komponierte in der Frühzeit der DDR eine Kantate zum Thema Eisenkombinat Ost (1951).
Kurt Schwaen gestaltete als Komponist den König Midas, eine szenische Kantate (KSV 144, 1958). Reiner Bredemeyer schuf einige Kantaten. Deutsche Geschichte arbeitet 1959 Ernst Hermann Meyer mit der Kantate Das Tor von Buchenwald auf. Friedrich Schenker schuf die Kantate I nach einem Text von Wladimir Majakowski (deutsch von Hugo Huppert) für Bariton und kleines Blasorchester (1967–1969). Bertolt Brechts Texte dienten Paul Kurzbach als Grundlage seiner Kantate nach Brecht: Alles wandelt sich (1950).
Eine Kantate mit dem programmatischen Titel Planetarisches Manifest schrieb 1962 Karl-Rudi Griesbach. Hinter dem Werk stehen Texte von Johannes R. Becher. Hans Jürgen Wenzels Solokantate mit dem Titel Schwarze Asche, weiße Vögel für Bariton und Streichorchester entstand 1966 und 1967.
Auch geistliches Kantatenschaffen gab es in der DDR. Vor allem Leipzig war mit dem Kantatenschaffen von Johannes Weyrauch in den Bahnen alter Tradition. Beispiele sind dessen Osterkantate, aber auch die Kantate vom Reich Gottes und die Kantate von der Liebe (WeyWV 93a). Peter Dorn wurde 1968 in Leipzig für seine Kantate In deiner Hand steht geschrieben die Zeit mit dem Hanns-Eisler-Preis ausgezeichnet. Auch Georg Trexler ist zu nennen. Er schuf eine marianische Kantate mit dem lateinischen Titel Assumpta est Maria (1957/58).

#### Kantatenkompositionen der Britischen Inseln
James MacMillan gehört zu den schottischen Komponisten, die aufgrund ihrer spirituellen Verwurzelung im christlichen Glauben sich dem Kantatenschaffen widmeten. Seven Last Words from the Cross ist eine geistliche Kantate für Chor und Streicher aus dem Jahr 1993.

#### Kantatenkompositionen aus Israel
Auch in Israel nahm die Gattung der Kantate einen neuen Aufschwung: In die jüdische Festtradition weist Josef Tal mit einer Succoth Cantata (1955) für Sopran, Alt, Tenor, Bass, gemischten Chor und Kammerorchester. Der Text stammt von Eleazar Ha'Kalir. Eher die politische Situation zum Anlass nimmt Julius Chajes, wenn er mit der Kantate The promised Land den neuen Staat Israel zum zehnten Jahrestag der Staatsgründung (1948–1958) mit Sprecher, Soli und Chor mit Klavierbegleitung besingen lässt.
In Israel entstand von Menachem Avidom einerseits die Hymnenkantate (1956), andererseits die Kantate Zwölf Hügeln (1976).
Yizhak Sadai legt über zehn Jahre hinweg verschiedene Kantaten vor: Ecclesiastes als Kantate für Alt, Bariton und kleines Orchester entsteht 1958, ein Jahr später gefolgt von Psychoanalysis, einer Kantate für Alt, Tenor, Bariton und Orchester. 1960 folgt dann Hatzvi Israel, eine Kantate für Alt, Bariton, gemischten Chor und kleines Orchester sowie 1968 Prélude à Jérusalem, eine Kantate für Alt, Tenor, Bass, zwei weibliche und zwei männliche Sprecher, gemischten Chor und kleines Orchester.
Joachim Stutschewsky schrieb 1958 die Lieder der strahlenden Trauer, eine Kantate für Sprecher, Mezzosopran, Bariton, Gesangs- und Sprechchor und Orchester.
Zu seinem 70. Geburtstag 1967 komponierte Karel Salmon die Kantate Chajei adam (deutsch: Ein Menschenleben) für Chor und Orchester. Dan Yuhas schuf 1980 The fire and the mountains, eine Kantate für Chor, Orchester und Solisten. Tzvi Avni schrieb 1989 die Kantate Deep Callet unto Deep für gemischten Chor, Sopran und Orchester oder Orgel.

#### Kantatenschaffen aus der Schweiz
Hubert Podstransky erhielt für seine 1993 für Alt, Sprecher, Chor und Orchester komponierte Kantate Trost den Kulturpreis der Schweizerischen Bankgesellschaft (heute UBS). Das Libretto dazu verfasst Max Huwyler.

### 21. Jahrhundert

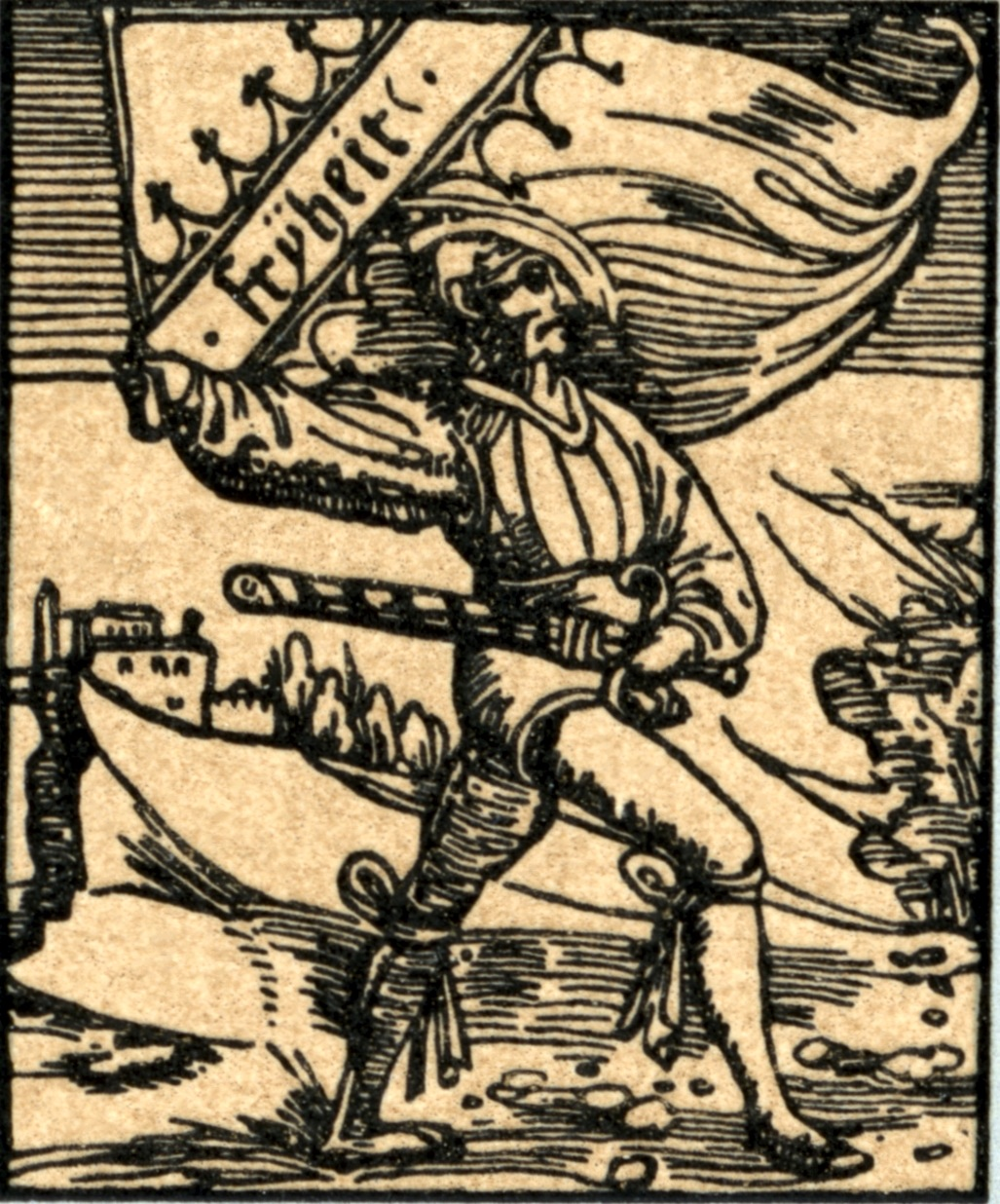
Bauernaufstandsbewegungen des 16. Jahrhunderts rücken in den Fokus von Kantaten, etwa bei Hans-Peter Braun, der mit einer Kantate an die Bewegung erinnert.

Auch im 21. Jahrhundert entstehen neue Kantaten v. a. im kirchenmusikalischen Bereich, beispielsweise von Hans Georg Bertram, der eine Weihnachtskantate (2001), eine Vaterunserkantate (2002/2003) und eine Adventskantate (2004) geschaffen hat. Von Dieter Kanzleiter ist die Kantate Solang wir hoffen mit der auffallenden Besetzung für vier Sprecher, Blechbläserensemble und Perkussion/Schlagzeug erschienen. Frank Schwemmer schuf 2006 das Werk Spielzeit, eine Kantate zur Spielzeiteröffnung eines Theaters, für vier Soli, Chor, sechs Schauspieler und Kammerorchester (zwei Trompeten, Solo-Violine., Klar. B, Fag., Schlagwerk). Dies war ein Auftragswerk für das Theater Freiberg.
Hans-Dieter Karras schuf eine Kantate zur prophetischen Figur Jesaja für Sopran oder Tenor solo, Chor und Kammerorchester. Klaus Ager behandelt das Thema Friede in seiner gleichnamigen Kantate für Soli und großes Orchester op. 33/4 (2002). Dem Dichter Eduard Mörike widmete Detlev Glanert eine Mörike-Kantate für Tenor, Chor und Orchester (2003/2004).
Auf Anregung von Stadtsuperintendent i. R. Wolfgang Puschmann (Hannover) komponierten Matthias Drude, Alfred Koerppen, Eckhart Kuper, Pier Damiano Peretti, Hans-Wilhelm Plate, Siegfried Strohbach und Volker Wangenheim „Neue Kantaten zum Kirchenjahr“ auf Texte, die Ulrich Meyer (Hannover) zusammengestellt hatte. Eine Auswahl von 11 dieser Kantaten wurde von verschiedenen Chören Hannovers (u. a. Knabenchor Hannover, Mädchenchor Hannover, Norddeutscher Figuralchor) auf einer Doppel-CD („Glaubenslieder“) eingespielt, die mit dem ECHO Klassik Preis 2010 ausgezeichnet wurde.
Eine Weihnachtskantate Der Anfang einer neuen Zeit auf Worte von Hans Krieger für Sopran, Bariton, Chor, Kinderchor und Streichorchester von Graham Waterhouse wurde 2011 erstmals aufgeführt.
Dem Gedenken an den Deutschen Bauernkrieg widmete Hans-Peter Braun eine Kantate mit dem Titel Leben soll keine Straf sein. Das Werk (2014) erinnert an die süddeutsche Bauernbewegung Armer Konrad des Jahres 1514.
Auch Lyrik bleibt im 21. Jahrhundert Grundlage von Kantaten. Gedichte von Christian Morgenstern fügte Lutz Landwehr von Pragenau zur Kantate tierisch gebildet für Sprecher, Chor und Instrumente zusammen (2004).

## Kantatenformen

### Kinderkantate
Kinderkantaten sind Kantaten, die für den Stimmumfang von Kinderchören, Mädchenchören oder Knabenchören geschaffen wurden. Mitunter enthalten sie auch szenische Anteile. Zuweilen steht hinter Kinderkantaten ein religionspädagogisches Interesse. Beispiele sind:
- Hugo Herrmann: Des Kindes Freud und Leid: Kantate für Kinderchor und Kinder-Orchester (1948)
- Margret Birkenfeld schuf 1977 vier Kinderkantaten zu den Vier Jahreszeiten.
- Peter Hamburger: Komm, wir wollen leben, Kantate für Kinderchor.
- Günther Kretzschmar schuf von 1970 bis 1985 diverse geistliche und weltliche Kinderkantaten.
- Colin Mawby: Weihnachtskantate für Kinder.
- Kurt Schwaen[15]: König Midas (1958)
- Ludger Stühlmeyer komponierte die Kinderkantaten Mache dich auf, werde licht (1989) und Jesus in Galiläa (1990).
- Wolfram Graf: Il est ne. Kantate für Kinderchor (1992).
- Wolfgang Kleber: Kantate zum Erntedankfest für Kinderchor, Chor und Instrumente (UA 1994)

### Blueskantate
Mit den Stilmitteln des Blues arbeitet die Blueskantate:
- Nis-Edwin List-Petersen: Utopia – eine Blueskantate aus dem Jahr 1989, Text: Wilhelm Willms (entstanden 1974).

### Geistliche Kantate
Viele Kantaten besitzen als textliche Grundlage entweder einen Bibeltext oder aber einen geistlichen Choral des christlichen Gesangbuches. Dies führt zu den Begriffen Kirchenkantate, wenn der Aufführungsort oder der Aufführungszweck im Vordergrund steht, aber auch zu Gattungen wie Biblische Kantate oder Choralkantate, wenn die Textbasis in den Vordergrund gestellt werden soll.

#### Biblische Kantate
Basierend auf Texten des Alten und Neuen Testaments wurden Kantaten geschrieben, die sich Biblische Kantate nennen. Beispiele hierfür sind:
- Marco Enrico Bossi: Das hohe Lied / Canticum Canticorum, op. 120: Biblische Kantate in drei Teilen für Bariton, Sopran, Chöre, Orchester und Orgel.
- Gustav Flügel: Kleine Cantaten auf die christlichen Feste über biblische Texte für gemischte Stimmen, op. 70 (Berlin 1871).

#### Choralkantate
Die meisten Geistlichen Kantaten folgen entweder einem Bibelwort oder aber einem Choral des christlichen Gesangbuches. Wenn die Kantate vor allem einem Choral im Duktus und Inhalt folgt, spricht man von einer Choralkantate. In der Regel ist hier der Anteil der Chorsätze größer als bei anderen Kantaten. Den Extremfall stellt die „Per-omnes-versus“-Kantate dar, in der alle Strophen eines Chorals in den verschiedenen Sätzen verarbeitet werden.
Johann Sebastian Bach bezog sich in den Choralkantaten seines zweiten Kantatenzyklus in Leipzig, begonnen nach Trinitatis 1724, auf genau einen Choral. Allerdings wurden meist nur die Außenstrophen des Chorals in Wortlaut und Melodie benutzt, die Binnenstrophen jedoch zu Rezitativen und Arien umgedichtet. Eine Ausnahme in dieser Hinsicht bildet „Lobe den Herren, den mächtigen König der Ehren“ (BWV 137), in der ausschließlich die fünf Strophen der gleichnamigen Hymne von Joachim Neander vertont werden.

### Sinfonische Kantate und Sinfoniekantate
Zur stärkeren Einbeziehung eines sinfonischen Orchesters kommt es bei Sinfonischen Kantaten und bei Sinfoniekantaten. Der Orchesterpart spielt dabei meist eine herausragende Rolle. Wichtiges Beispiel dafür ist die Sinfoniekantate Lobgesang B-Dur op. 52 aus dem Jahr 1840 von Felix Mendelssohn Bartholdy.
René Leibowitz spricht bei seinem op. 68 von einer Sinfonischen Kantate. A Prayer – A Symphonic Cantata für Mezzosopran, Männerchor und Orchester nach Texten von James Joyce erklang 1965. Heinrich Poos schuf mit Emblemata für Solisten, Chor, Sprecher, Orchester und Tonband (1976–1980) eine solche Kantate. Ebenfalls einen Beitrag zur Untergattung der Sinfonischen Kantate komponierte Peter Michael Braun. Um die Jahrtausendwende entstand Die Herrlichkeit Gottes, eine Sinfonische Kantate nach Texten des Alten und Neuen Testaments (1997/2000). Siegfried Strohbach schuf seine symphonische Kantate zum Advent mit dem Titel Denn der Herr ist nahe für Soli, Chor und großes Orchester.
2009 wurde Quo Vadis für Tenor, Chor und großes Orchester des schwedischen Komponisten Anders Eliasson in Stockholms Berwaldhalle uraufgeführt. Die sieben Textpassagen sind eher Zwischenspiele in einer pausenlos zu spielenden knapp einstündigen Sinfonie mit sieben rein orchestralen Passagen. Für den Komponisten sind die Vokalpassagen nicht die Hauptsache. So kommt den Instrumentalpassagen keine den Text stützende, gar ausmalende, Aufgabe zu. Für Eliasson sind die Texte „fast nicht nötig. Am ehesten dienen sie der Erinnerung an die zentrale Frage.“
Das Werk trägt zwar keine Gattungsbezeichnung, doch akzeptiert der Komponist die Bezeichnung „symphonische Kantate“. Eliasson verwendet sumerische, griechische (Sappho) und Sufi Texte (al-Hallādsch) in deutscher Übersetzung von Raoul Schrott bzw. aus Das lebendige Wort der Anthologie mit „Texten aus den Religionen der Völker“ von Gustav Mensching. Nur der zentrale Text Quo vadis, aus den apokryphen Petrusakten wird lateinisch gesungen.
Nach der Uraufführung von Eliassons Oratorium Dante anarca hatten das RSO Schweden und der Schwedische Radiochor auf Anregung des Dirigenten Manfred Honeck dem Komponisten einen Kompositionsauftrag für ein Requiem erteilt. Das Ergebnis war die knapp einstündige, durchgehend zu spielende „symphonische Kantate“ Quo Vadis. Die Uraufführung fand am 15. Mai 2009 mit dem Tenor Michael Weinius, dem Sveriges Radios Symfoniorkester und dem Schwedischen Radiochor statt. Dirigent der Aufführung war Johannes Gustavsson.

### Szenische und dramatische Kantate
Im Graubereich zwischen den musikalischen Gattungen Kantate, Oper und Musikal bewegt sich die Untergattung Szenische Kantate insofern, als zur Musik eine zurückhaltende szenische Darstellung tritt. Beispiele für die szenische Kantate sind:
- Carmina Burana von Carl Orff (1935/1936)
- Schattenverwandlung, halbszenische Kantate von Wolfgang Kleber für Sopran, Baß, 9 Sprecher und Instrumentalsolisten, Chor, Kammerorchester, Orgel und Schlagzeug über einen Text von Reinhard Grätz (UA 1987)
- Wer war Nikolaus von Myra? Wie ein Bischof seine Stadt aus einer Hungersnot rettete und vor dem Krieg bewahrte, von Felicitas Kukuck, entstanden 1995 und anlässlich der 800-Jahr-Feier der Hamburger Hauptkirche St. Nikolai uraufgeführt.
- Die Legende von dem Esel Antonio. Text: Ruth Büssenschütt, Musik: Ludger Stühlmeyer, für Kinderchor, Gesang-Solo, Sprecher und Instrumente (2005).

Ähnlich lässt sich die Gattung Dramatische Kantate beschreiben:
- Heinrich Konietzny schuf 1963 das Werk Die Toten von Parga. Er nannte dieses Werk Dramatische Kantate. Das Libretto stammt von Karl Christian Müller.